# 卡爾一世 (梅克倫堡)
卡爾一世（德語：Karl I., Herzog zu Mecklenburg，1540年12月28日—1610年7月22日），梅克倫堡-居斯特羅公爵，1603年至1610年在位。
卡爾一世是梅克倫堡公爵阿爾布雷希特七世的幼子。1592年，其姪子約翰七世去世，由於繼承人阿道夫·腓特烈一世尚年幼，卡爾一世擔任攝政直到1608年。1603年其次兄烏爾里希去世，卡爾一世亦繼承梅克倫堡-居斯特羅。